# ¡Qué dice Chile!
¡Qué dice Chile! es un programa de concurso y entretenimiento chileno producido por FremantleMedia, conducido por Martín Cárcamo y emitido por Canal 13, adaptación local del programa de concursos estadounidense Family Feud, creado por Mark Goodson.

## Historia
El primer capítulo de este programa se emitió el lunes 16 de agosto del 2021 a las 19:45 h., recibiendo críticas con respecto al animador.
En su primera temporada promedió 5,7 puntos de rating, ubicándose en su último mes en el tercer lugar de sintonía en su horario.
A partir del año 2022, el programa empezó a tener un alza en su rating. Desde enero a mayo, obtuvo un promedio de 6.4 a 7.7 puntos. Hasta julio del año 2023, el programa empezó a quedarse varias veces en el primer lugar en sintonía, logrando 10 a 12 puntos en la tarde.
A partir de la cuarta temporada (2023) instauraron el público en el estudio (anteriormente no había por la pandemia por COVID-19).

## Formato
En cada capítulo, 2 equipos de 4 personas (amigos, familia, colegas de trabajo, etc.) se enfrentaban entre sí para adivinar 5 preguntas hechas a 100 chilenos, para acumular puntos. El equipo que diga la más popular, comenzará jugando. Tiene 3 posibilidades de error para completar el tablero; al segundo error, el equipo contrario puede ponerse de acuerdo para contestar; si al tercer error el primer equipo no contesta todas las respuestas más populares, se pasa al otro equipo y ahí cada uno da una posible respuesta para que el capitán decida entre ellas (o si tiene una propia). Si la respuesta se encuentra entre las que faltan, automáticamente le roban el puntaje del tablero y se lo lleva el otro equipo, en caso contrario, se queda con el puntaje el primer equipo. Las preguntas 1 y 2 con tableros simples, las preguntas 3 y 4 duplican puntaje, y la quinta triplica puntaje. El equipo que tenga mayor puntaje, avanza a la etapa de Dinero Rápido, mientras que el otro equipo deja el programa.
En la etapa del Dinero Rápido, el capitán del equipo ganador elige a 2 de su equipo (incluyéndose), a participar de esta etapa; uno comienza y el otro se va del estudio. El que comienza tiene que responder en 20 segundos, 5 preguntas con las respuestas más populares, y en caso de no saber una, puede decir paso, y se le hace la pregunta al final. Después ingresa el que estaba fuera del estudio y en 25 segundos tiene que contestar las mismas 5 preguntas con las respuestas más populares, también con la posibilidad de decir paso, pero sin repetir las respuestas que dijo el jugador anterior. Si entre los 2 hacen 200 puntos, el equipo se lleva $1.000.000, de no ser así se llevan $200.000.
Después del primer Dinero Rápido, ingresa el equipo ganador del capítulo anterior (o uno nuevo en caso de ser el primer capítulo, o si el equipo anterior ya ha cumplido una semana) y compiten con la misma modalidad de la primera parte del programa. El equipo ganador avanza a Dinero Rápido, y vuelven el próximo capítulo.
Un equipo puede estar máximo una semana (5 programas), pudiendo hacer un máximo de $6.000.000 (aparte de los montos por tablero perfecto).
A partir de la cuarta temporada (2023), de vez en cuando regalan $100.000 a una persona del público por acertar una respuesta determinada en el tablero. También se estrenó la Pregunta Selfie, al cual personas envían sus preguntas por WhatsApp, son encuestadas y aparecen en el programa.
A partir de la quinta temporada (2024), cada vez que un equipo está a punto de hacer tablero completo sin ningún error, se activa la Alarma de tablero completo, el cual si logra completarlo sin errores, se llevan un pozo que parte de $200.00, caso contrario, se van acumulando $20.000 cada capítulo. Esto no está disponible en el último tablero, y solo está disponible en la modalidad normal. El monto más alto entregado por tablero perfecto es de $1.680.000. El monto se resetea cuando un equipo logra el tablero perfecto, o hasta que termina la temporada.
A partir de la sexta temporada (2025), compiten solo 2 equipos por capítulo, en 9 preguntas. El equipo que gana avanza al siguiente capítulo (con un máximo de 5 capítulos) y al Dinero Rápido, ahora por $2.000.000. Se instauran nuevas modalidades:
- El teléfono: Se les realiza una pregunta con 2 opciones, el participante que diga la más popular, juega El teléfono. Consiste en que todo el equipo se coloca audífonos que no permiten escuchar nada, y el animador le dice una frase al capitán, el cual debe adivinar; una vez hecho eso, correrá un tiempo de 90 segundos, el cual el capitán decir esa frase al siguiente participante de su equipo, si la adivina, este participante debe decirla al siguiente, y así hasta que todos la adivinen o hasta que se acabe el tiempo. Cada vez que aciertan, suman 50 puntos (200 puntos en total).
- Todo o nada: Esta es la última pregunta. Juegan todos los participantes; se parte con los cuartos participantes, se les hace una pregunta con una respuesta popular, el que acierte se lleva el puntaje, si nadie acierta, se pierde el puntaje; luego a los terceros participantes se les hace otra pregunta con la misma modalidad, luego siguen los segundos y finalmente con los capitanes. La primera pregunta vale 50 puntos, la segunda 100, la tercera 200, y la última 400 puntos (750 puntos en total).

Además, los equipos que logren hacer tablero completo (no perfecto, ya sea empezando respondiendo o robando todo el puntaje), pueden optar a ganar alguno de 21 premios que tienen disponibles, que pueden ser un Smart TV, aspiradora, refrigerador, bicicleta, scooter, horno eléctrico, etc. Esto no está disponible en el tablero que triplica puntaje, y solo se puede obtener una vez por capítulo.
Montos más altos entregados
En cursiva, los montos que han tenido dinero con el tablero perfecto.
2021 - 2024
| Pos. | Temporada   | Equipo      | Primer episodio         | Último episodio         | Monto (CLP) |
| ---- | ----------- | ----------- | ----------------------- | ----------------------- | ----------- |
| 1    | 2021 - 2022 | Yévenes     | 14 de diciembre de 2021 | 20 de diciembre de 2021 | $6.000.000  |
| =    | 2024        | Arellano    | 6 de agosto de 2024     | 12 de agosto de 2024    | $6.000.000  |
| 3    | 2022 - 2023 | Pérez Lange | 27 de abril de 2022     | 3 de mayo de 2022       | $5.000.000  |
| =    | 2022 - 2023 | Star        | 24 de mayo de 2022      | 30 de mayo de 2022      | $5.000.000  |
| 5    | 2021 - 2022 | Tapia       | 19 de noviembre de 2021 | 25 de noviembre de 2021 | $4.400.000  |
| =    | 2022 - 2023 | Aguilera    | 11 de abril de 2022     | 19 de abril de 2022     | $4.400.000  |
| =    | 2022 - 2023 | González    | 14 de diciembre de 2022 | 19 de diciembre de 2022 | $4.400.000  |
| =    | 2023        | López       | 29 de junio de 2023     | 5 de julio de 2023      | $4.400.000  |
| 9    | 2021 - 2022 | Águila      | 2 de noviembre de 2021  | 8 de noviembre de 2021  | $4.200.000  |
| =    | 2022 - 2023 | Gre         | 6 de mayo de 2022       | 12 de mayo de 2022      | $4.200.000  |
| =    | 2024        | Hurtado     | 18 de octubre de 2024   | 24 de octubre de 2024   | $4.200.000  |

2025
| Pos. | Temporada | Equipo      | Primer episodio     | Último episodio     | Monto (CLP) |
| ---- | --------- | ----------- | ------------------- | ------------------- | ----------- |
| 1    | 2025      | Abuuuelitas | 17 de marzo de 2025 | 21 de marzo de 2025 | $10.000.000 |
| 2    | 2025      | Arancibia   | 26 de marzo de 2025 | 1 de abril de 2025  | $4.400.000  |
| =    | 2025      | Valdés      | 7 de abril de 2025  | 11 de abril de 2025 | $4.400.000  |
| 4    | 2025      | Guayanos    | 6 de mayo de 2025   | 12 de mayo de 2025  | $4.200.000  |
| =    | 2025      | Zamorano    | 22 de mayo de 2025  | 27 de mayo de 2025  | $4.200.000  |
| =    | 2025      | Villarroel  | 30 de junio de 2025 | 3 de julio de 2025  | $4.200.000  |

### ¡Qué dice Chile!: Celebrity
2 equipos de famosos compiten por ayudar a una fundación u organización sin fines de lucro. Compiten todo el capítulo respondiendo 9 preguntas (4 simples, 3 dobles y 2 triples), el equipo que gane, va a Dinero Rápido por $1.000.000. Esta modalidad fue emitida los lunes desde el 3 de enero del 2022 al 21 de marzo del 2022.

### ¡Qué dice Chile!: Liga de Campeones
Los mejores equipos de la temporada compiten por consagrarse como "el mejor entre los mejores", y llevarse un premio final de $12.000.000, más lo que hayan acumulado durante su participación en la liga de campeones.
Esta modalidad se juega a eliminación directa. En cada capítulo, 2 equipos compiten todo el capítulo respondiendo 9 preguntas; el equipo que gane, va a Dinero Rápido por $1.000.000 y avanza a la siguiente ronda, y el equipo perdedor abandona la competencia. En el capítulo final, el equipo que finalice segundo se lleva $2.000.000 más, mientras que el equipo ganador juega Dinero Rápido por los $12.000.000.
A lo largo de las ediciones de este torneo, se han implementado cambios o agregando nuevas normas:
- 2021-22: Primera edición.
  - Participan 48 equipos.
  - Quienes pierdan la ronda de los 12 mejores, pasan a un repechaje entre ellos para pasar a semifinales (9 mejores).
  - Las semifinal y la final, contaron en cada capítulo con 3 equipos, realizando 2 duelos de 5 preguntas; con una etapa de Dinero Rápido en cada duelo de la semifinal, y uno al término de los 2 duelos en la final.
- 2022-23: Se elimina el repechaje entre los que pierdan la ronda de los 12 mejores, dejando la semifinal con 6 equipos (cada capítulo de esa etapa con 2 equipos).
- 2023: Se reduce la cantidad de equipos participantes por estos cambios:
  - La final ahora es de 2 equipos.
  - Los equipos que hayan ganado antes (en la modalidad normal) $3.200.000 o más, parten desde octavos de final (el resto parte de la primera ronda).
- 2024:
  - Se amplia la cantidad de equipos a 32.
  - Antes de disputarse la Liga de Campeones, se juega una etapa clasificatoria, donde compiten los equipos que  les fue bien en el Repechaje, contra los equipos que ganaron poco dinero ($400.000 a $800.000). Quienes ganen cada duelo de esa etapa, avanzan a los 32 mejores equipos.
  - Los equipos que hayan ganado antes (en la modalidad normal) $3.200.000 o más, vuelven a partir en la misma ronda (32 mejores equipos) que el resto de los equipos que hayan clasificado.

Ganadores
En negrita el monto total más alto entregado
En cursiva, los montos de la temporada pasada que han tenido dinero con el tablero perfecto.
| Temporada   | Fecha final             | Equipo Ganador | Integrantes                              | Capítulos temporada pasada | Monto temporada pasada | Monto Liga de Campeones | Monto total |
| ----------- | ----------------------- | -------------- | ---------------------------------------- | -------------------------- | ---------------------- | ----------------------- | ----------- |
| 2021 - 2022 | 29 de marzo de 2022     | Pacheco        | Vannia (capitana) Carlos Panterita Yasna | 1                          | $1.000.000             | $16.200.000             | $17.200.000 |
| 2022 - 2023 | 3 de abril de 2023      | Gre            | Fran (capitana) Ceci Engel Demian        | 5                          | $4.200.000             | $16.000.000             | $20.200.000 |
| 2023        | 29 de diciembre de 2023 | López          | Maca (capitana) Tina Pancha Yari         | 5                          | $4.400.000             | $14.200.000             | $18.600.000 |
| 2024        | 31 de diciembre de 2024 | Pichanga Rock  | Elio (capitán) Jimmy Marco Álvaro        | 5                          | $3.920.000             | $15.200.000             | $19.120.000 |

### ¡Qué dice Chile! Prime
Al igual que en ¡Qué dice Chile!: Celebrity, 2 equipos de famosos o famosos con sus familias, se enfrentan para ayudar a una fundación u organización sin fines de lucro. El ganador va a Dinero Rápido para ganar $2.000.000. Se empezó a emitir los jueves en horario prime, siendo su primer capítulo el 5 de mayo del 2022, pero a partir del 7 de septiembre del mismo año, se empezó a emitir cada miércoles, y a partir del 8 de marzo del 2024 se emitían los días viernes.

### ¡Qué dice Chile! Aniversario
Cada año durante la semana del 16 de agosto, se hace un especial de aniversario, celebrando los años en pantalla de ¡Qué dice Chile!, en la cual se invita a los equipos más malos (los que hayan durado menos minutos en el programa y/o hayan hecho 0 puntos), y disputan la llamada Ronda de los picados o Repechaje. En cada capítulo, 2 de estos equipos se enfrentan respondiendo 9 preguntas, y el que gana, va a Dinero Rápido para ganar $1.000.000.
A lo largo de los aniversarios, se han implementado cambios o agregando nuevas normas:
- 2022: Este fue el primer aniversario. Participaron equipos de la temporada pasada (2021).
- 2023: 
  - A partir de aquí, participan los equipos de la temporada en que se encuentran.
  - Se invitan también a equipos que hayan reunido $200.000.
- 2024:
  - Se invitan también a equipos que hayan reunido $400.000.
  - Los equipos que participen en el repechaje, tendrán la posibilidad de clasificar a la Liga de Campeones.

### ¡Qué dice Chile!: Jóvenes en competencia
En cada capítulo  compiten 2 equipos conformados por jóvenes entre 15 y 18 años, respondiendo 9 preguntas. El equipo que pierde, se lleva $200.000 más un juego de mesa ¡Qué dice Chile! para cada uno; mientras que el equipo ganador avanza a Dinero Rápido para llevarse $1.000.000, y en caso de no ganar, se llevan $400.000. Esta modalidad se emitió del 2 de enero del 2024 al 2 de febrero del 2024.
En esta versión del programa se implementó la Pregunta Challenge, el cual los equipos deben realizar una prueba, y el equipo que logra completarla, podrá responder primero una pregunta con una sola respuesta popular por 100 puntos.

### ¡Qué dice Chile! Verano
Ambientado en la playa, en cada capítulo compiten 2 equipos conformados por personas desde 14 años en adelante, respondiendo 9 preguntas. El equipo ganador avanza a Dinero Rápido para llevarse $1.000.000 (en caso de no lograr el puntaje, se llevan $200.000). Esta modalidad se emitió el 2 de enero del 2025, hasta el 31 de enero del 2025.
Los equipos que logren hacer tablero completo (ya sea empezando respondiendo o robando todo el puntaje), pueden jugar la "Pesca milagrosa", donde podrán canjear premios en dinero o sorpresa. Esto no está disponible en el último tablero.

### Especiales

#### Fiestas Patrias
A partir de la tercera temporada (2022), los días festivos del 18 de septiembre, el programa se ambienta a esa festividad, incluyendo algunas de sus preguntas. 
- 2022: Dos grupos folclóricos y artísticos se enfrentan respondiendo 9 preguntas, y el que gana, va a Dinero Rápido por el millón.
- 2023: Sigue su modalidad normal.
- 2024: Se realizó Repechaje.

#### Halloween
A partir de la tercera temporada (2022), el día de la celebración de Halloween, el programa se ambienta a esa festividad, incluyendo algunas de sus preguntas. El animador Martín y sus participantes se disfrazan para la ocasión. En ese capítulo especial se realiza Repechaje.

#### Otros
A partir de la sexta temporada (2025), el programa ha realizado varios capítulos especiales donde se hace Repechaje:
- Día de la Madre.
- Cyber (junto con Mercado Libre).
- Día del Padre.
- Cumpleaños de Viviana Paulina.

## Récords
En la etapa de Dinero Rápido se puede lograr estos tipos de récords:

### Récord Dinero Rápido
Entre la tercera (2022-2023) y cuarta temporada (2023), se condecoraba a la persona que logra hacer un puntaje muy alto y/o decir las 5 más populares, como el Récord Dinero Rápido, entregándole una banda azul con dicho título.
En negrita el puntaje más alto:
| Fecha                   | Temporada   | Nombre o apodo | Equipo            | Puntaje |
| ----------------------- | ----------- | -------------- | ----------------- | ------- |
| 25 de mayo de 2022      | 2022 - 2023 | Christian      | Star              | 162     |
| 26 de mayo de 2022      | 2022 - 2023 | Christian      | Star              | 164     |
| 26 de julio de 2022     | 2022 - 2023 | Marité         | Improvistos       | 162     |
| 7 de septiembre de 2022 | 2022 - 2023 | Andy           | Burr              | 163     |
| 28 de octubre de 2022   | 2022 - 2023 | Juanpa         | Díaz              | 165     |
| 9 de noviembre de 2022  | 2022 - 2023 | Victoria       | Fernández         | 165     |
| 18 de noviembre de 2022 | 2022 - 2023 | Franco         | Fre               | 162     |
| 28 de febrero de 2023   | 2022 - 2023 | Nella          | Cuerpos caribeños | 165     |
| 17 de abril de 2023     | 2023        | Anfe           | Publi amigas      | 162     |
| 12 de mayo de 2023      | 2023        | Joaco          | Pareja            | 162     |
| 30 de mayo de 2023      | 2023        | Vicky          | Garrido           | 194     |
| 12 de junio de 2023     | 2023        | Vale           | Pindys            | 162     |
| 26 de julio de 2023     | 2023        | Jeo            | Testigos          | 164     |
| 27 de diciembre de 2023 | 2023        | Yari           | López             | 163     |

### Peor Dinero Rápido
Entre la tercera (2022-2023) y cuarta temporada (2023), se condecoraba a la persona que lograba hacer un puntaje muy bajo, como el Peor Dinero Rápido, entregándole una banda azul (roja a partir de mayo del 2023) con dicho título.
En negrita el puntaje más bajo:
| Fecha                   | Temporada   | Nombre o apodo | Equipo       | Puntaje |
| ----------------------- | ----------- | -------------- | ------------ | ------- |
| 19 de julio de 2022     | 2022 - 2023 | Maty           | Lineros      | 9       |
| 11 de noviembre de 2022 | 2022 - 2023 | Sandra         | Vecinos      | 10      |
| 22 de diciembre de 2022 | 2022 - 2023 | Martin         | Pizarro      | 17      |
| 26 de diciembre de 2022 | 2022 - 2023 | Lalo           | Jofré        | 11      |
| 14 de abril de 2023     | 2023        | Carola         | In-pacientes | 42      |
| 14 de abril de 2023     | 2023        | Seba           | Solís        | 41      |
| 11 de mayo de 2023      | 2023        | Roberto        | López        | 27      |
| 30 de mayo de 2023      | 2023        | Miguel         | Garrido      | 0       |

## Mercadería

### Juego de mesa
En marzo del 2023 se lanzó el juego de mesa del programa, de la mano de la juguetería Ansaldo. Cuenta con las mismas reglas del programa, con ligeras variaciones, como la cantidad de jugadores (3 a 11), el tiempo en Dinero Rápido, entre otras.

### Pack de vasos
El 30 de agosto del 2023 se lanzó al público el juego de 6 vasos del programa, el cual vienen grabadas algunas de las respuestas más divertidas del programa.